# SmartOS
SmartOS – wolne i otwarte oprogramowanie, dystrybucja systemu operacyjnego z rodziny Unix oparta na systemie illumos, rozwinięta przez amerykańskie przedsiębiorstwo informatyczne Joyent, która łączy w sobie technologię OpenSolaris z wirtualizacją Kernel-based Virtual Machine.